# Религия Барбадоса
Религия на Барбадосе преимущественно христианская. Свобода вероисповедания устанавливается законом. Некоторые группы религиозных меньшинств жалуются на действия правительства, которые противоречат их убеждениям.

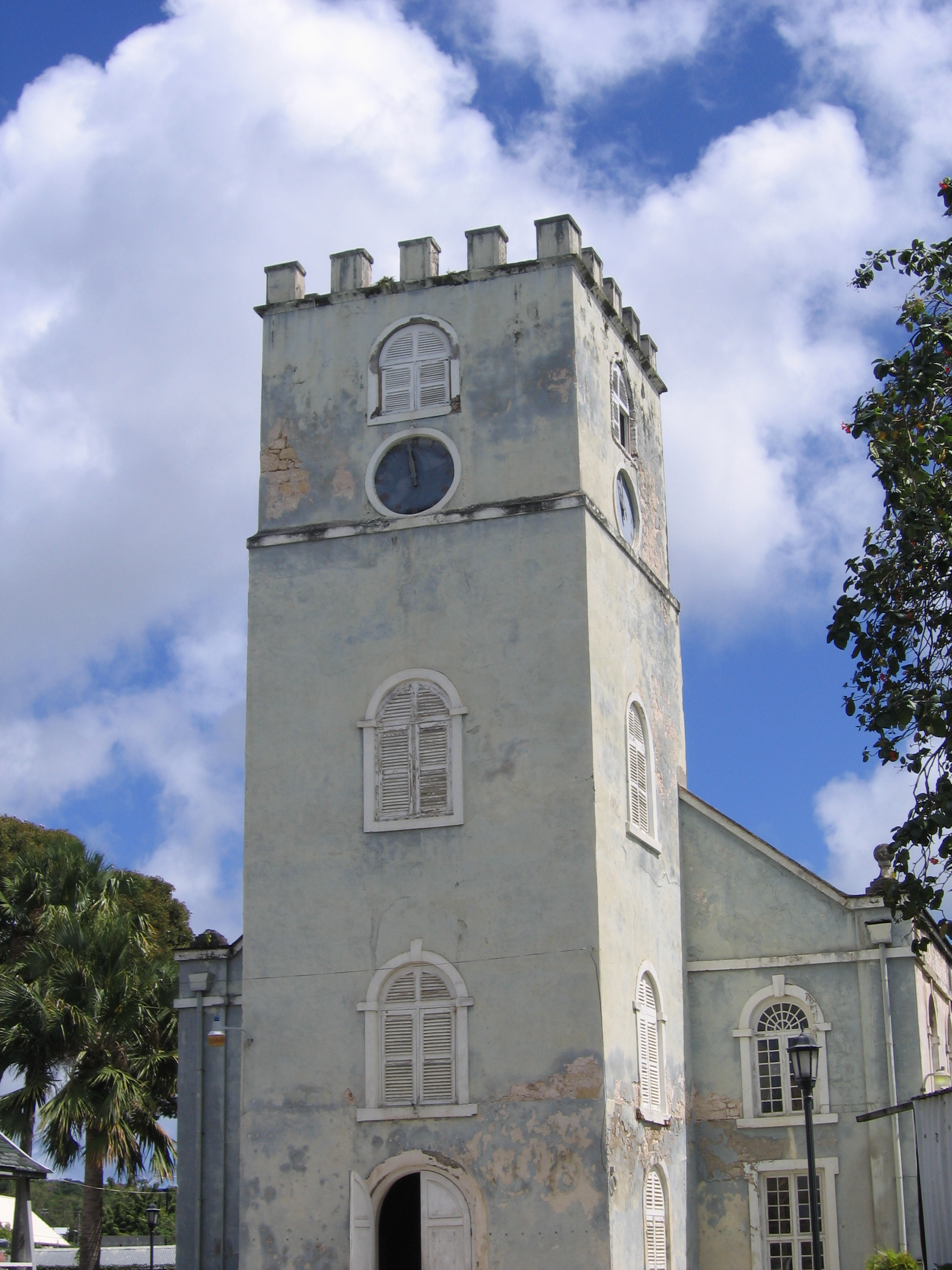
Приходская церковь Св. Петра, Сент-Питер

## Список верующих
В справочном труде «Религии мира» приводятся следующие данные:
| Религия          | Последователи в 1970 | Последователи в 2010 | % от населения в 2010 |
| ---------------- | -------------------- | -------------------- | --------------------- |
| Христиане        | 235,000              | 284,000              | 95.5                  |
| Протестанты      | 50,600               | 100,000              | 33.7                  |
| Англикане        | 90,000               | 85,600               | 28.8                  |
| Независимые      | 8,900                | 16,000               | 5.4                   |
| Агностики        | 2,400                | 5,100                | 1.7                   |
| Бахаи            | 1,300                | 3,600                | 1.2                   |
| Мусульмане       | 400                  | 2,300                | 0.8                   |
| Индуисты         | 100                  | 980                  | 0.3                   |
| Атеисты          | 0                    | 700                  | 0.2                   |
| Новые верующие   | 50                   | 480                  | 0.2                   |
| Буддисты         | 0                    | 120                  | 0.0                   |
| Спиритисты       | 0                    | 60                   | 0.0                   |
| Иудеи            | 30                   | 40                   | 0.0                   |
| Этнорелигиозисты | 0                    | 30                   | 0.0                   |
| Общее население  | 239,000              | 297,000              | 100.0                 |

Хотя католики отсутствуют в приведённой выше таблице, в том же справочнике их процентное соотношение составляет 4 процента в 1980 году и 4,2 процента в 2000 году.
Движение растафарианцев появилось на Барбадосе в 1975 году.

## Права верующих
Конституция Барбадоса предусматривает свободу вероисповедания и запрещает дискриминацию на религиозной основе.

Религиозным группам разрешено создавать частные школы и проводить религиозное обучение при некоторой поддержке со стороны правительства.
Религиозные группы не обязаны регистрироваться в правительстве, но могут делать это в налоговых целях.
Растафарианцы не могут совершать некоторые религиозные ритуалы из-за незаконного употребления каннабиса. Представители сообщества также возражали против обязательной вакцинации школьников и сообщали, что растафарианцы сталкиваются с тщательной проверкой на контрольно-пропускных пунктах и социальной дискриминацией.
Мусульмане на Барбадосе недовольны тем, что их заставляют снимать головные уборы для фотографий на удостоверение личности и паспорт.  По заявлению правительства, эти меры принимаются исключительно из соображений безопасности.